# Elezioni europee del 1994 in Portogallo
Le elezioni europee del 1994 in Portogallo si tennero il 12 giugno.

## Risultati
| Liste  | Liste | Gruppo  | Voti      | %     | Seggi |
| ------ | --- | ------- | --------- | ----- | ----- |
|        | Partito Socialista (PS)                                                                                   | PSE     | 1.061.560 | 35,99 | 10    |
|        | Partito Social Democratico (PSD)                                                                          | ELDR    | 1.046.918 | 35,49 | 9     |
|        | CDS - Partito Popolare (CDS-PP)                                                                           | ADE     | 379.044   | 12,85 | 3     |
|        | Coalizione Democratica Unitaria • Partito Comunista Portoghese (PCP) • Partito Ecologista "I Verdi" (PEV) | - GUE - | 340.725   | 11,55 | 3 -   |
|        | Partito Comunista dei Lavoratori Portoghesi (PCTP)                                                        | -       | 24.022    | 0,81  | -     |
|        | Unione Democratica Popolare (UDP)                                                                         | -       | 18.884    | 0,64  | -     |
|        | Partito Socialista Rivoluzionario (PSR)                                                                   | -       | 17.780    | 0,60  | -     |
|        | Partito della Terra (MPT)                                                                                 | -       | 12.955    | 0,44  | -     |
|        | Politica XXI                                                                                              | -       | 12.402    | 0,42  | -     |
|        | Partito di Solidarietà Nazionale (PSN)                                                                    | -       | 11.214    | 0,38  | -     |
|        | Partito Popolare Monarchico (PPM)                                                                         | -       | 8.300     | 0,28  | -     |
|        | Partito Democratico dell'Atlantico (PDA)                                                                  | -       | 7.127     | 0,24  | -     |
|        | Partito Rinnovatore Democratico (PRD)                                                                     | -       | 5.941     | 0,20  | -     |
|        | Movimento per l'Unità dei Lavoratori (MUT)                                                                | -       | 2.893     | 0,10  | -     |
| Totale | Totale | Totale  | 2.949.765 |       | 25    |